# Bravo tu as gagné
Singles de Mireille Mathieu
Une vie d'amour avec Charles Aznavour
(1981) Encore et encore
(1981)
Bravo tu as gagné est une chanson de la chanteuse française Mireille Mathieu, sortie en France en 1981 chez Philips.
C'est une adaptation française du titre du groupe ABBA The Winner Takes It All, sur des paroles de Charles Level.
Cette version française est reprise par Clara Luciani en 2022 sur Cœur encore, la réédition de son album Cœur.

## Historique
Bravo tu as gagné est éditée pour la première fois en 45 tours en 1981 chez Philips, en face A, et avec Viens chanter pour le bon Dieu en face B.
On la retrouve ensuite sur de nombreuses compilations, comme la triple compilation Platinum Collection publiée en 2005, mais aussi la triple compilation publiée en 2014 Une vie d'amour.

## Crédits du 45 tours
Mireille Mathieu est accompagnée par les chœurs de trois des membres du groupe ABBA : Benny Andersson, Björn Ulvaeus et Anni-Frid Lyngstad. 
La coordination artistique est de Alain Boublil.

## Éditions
Le 45 tours connaîtra plusieurs éditions dans différents pays du monde :
| Pays      | Maison de disques                     | Date de sortie |
| --------- | ------------------------------------- | -------------- |
| France    | Philips (Référence Philips 6010 268)  | 1981           |
| Allemagne | Ariola (Référence Ariola 103 079-100) | 1981           |
| Canada    | Polydor (Référence Polydor 2065 445)  | 1981           |
| Suède     | Ariola (Référence Ariola 8108)        | 1981           |

## Classements
| Pays   | Meilleure position | Certification | Ventes  |
| ------ | ------------------ | ------------- | ------- |
| France | 10                 |               | 200 000 |
| Suède  | 14                 |               |         |